# Hemiphractus fasciatus
Espèce
Synonymes
- Cerathyla panamensis Stejneger, 1917

Statut de conservation UICN

 NT  : Quasi menacé
Hemiphractus fasciatus est une espèce d'amphibiens de la famille des Hemiphractidae.

## Répartition
Cette espèce se rencontre  de 300 à 1 600 m d'altitude :
- au Panamá ;
- en Colombie sur le versant pacifique de la cordillère Occidentale dans les départements de Cauca et d'Antioquia ;
- en Équateur dans la province de Pichincha.

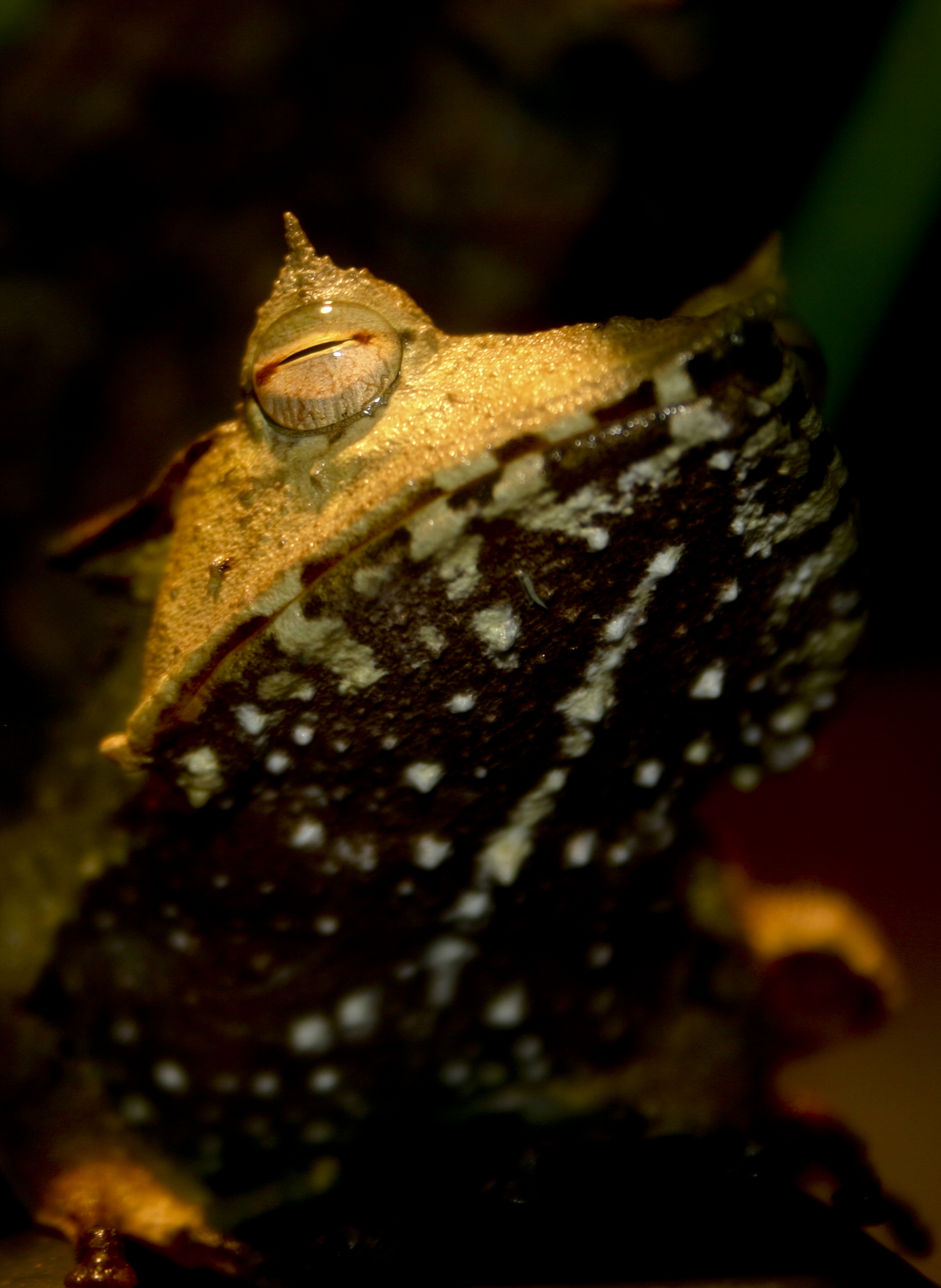
Hemiphractus fasciatus

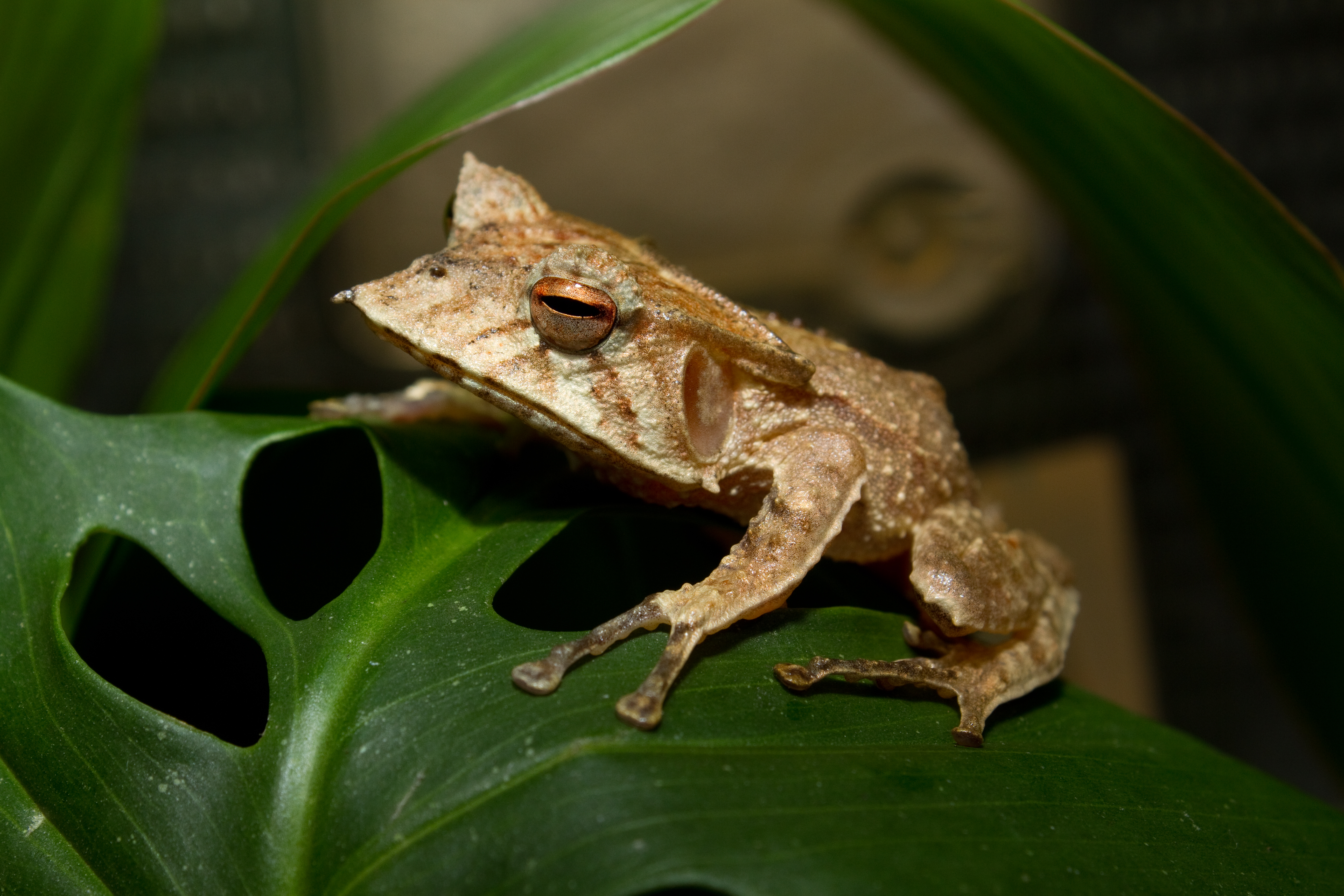
Hemiphractus fasciatus

## Publication originale
- Peters, 1862 : Über die Batrachier-Gattung Hemiphractus. Monatsberichte der Königlichen Preussischen Akademie der Wissenschaften zu Berlin, vol. 1862, p. 144-152 (texte intégral).